# 红波利亚纳农村居民点
红波利亚纳农村居民点（俄语：Краснополянское сельское поселение）是俄罗斯联邦沃洛格达州尼科利斯克区所属的一个农村居民点。其下辖有45个居民点，行政中心为尼科利斯克。据2015年统计，该农村居民点的人口为4561人。